# دریاچه ایر
دریاچه اِیر، (به انگلیسی: Lake Eyre) در زمان پر آبی بزرگ‌ترین دریاچه استرالیا به حساب می‌آید. این دریاچه در ایالت استرالیای جنوبی قرار گرفته‌است و در سال ۱۸۴۰ توسط فردی به نام ادوارد اِیر مشاهده و گزارش شد. این دریاچه در هفتصد کیلومتری شمال آدلاید قرار گرفته‌است.
دریاچه ایر، کم ارتفاع‌ترین منطقه در استرالیاست و سطح آن از دریاهای آزاد پانزده متر پائین تر است. مساحت دریاچه در فصل پر آبی، ۹۵۰۰ کیلومتر مربع است و ارتفاع آب در آن به‌طور متوسط حدود یک و نیم متر است.
زمانی که دریاچه پر است، دارای سطح شوری (آب) مشابه آب دریا است، اما از آنجا که دریاچه خشک می شود و آب تبخیر می شود، شوری افزایش می یابد.